# Taraxacum interveniens
Taraxacum interveniens — вид квіткових рослин з родини айстрових (Asteraceae). Вид зростає в Європі: Албанія, Австрія, Латвія, Чехія, Словаччина, Данія, Фінляндія, Німеччина, Польща, Швеція; інтродукований до Великої Британії; це багаторічна рослина помірних біомів.

## Середовище
Населяє пустирі, міські ділянки, стіни, узбіччя, сади.

## Характеристика
T. interveniens має вузькі черешки, без крил знизу, білі на зовнішніх, рожеві на внутрішніх листках. Листки вузькі з сигмоподібними бічними частками та характерною кінцевою часткою з округлими часточками та розширеною верхівкою. Досить мала квіткова голова закрита вузькими блідими зовнішніми приквітками.